# Glonarjeva ulica, Ljubljana
Glonarjeva ulica je ena izmed ulic v Ljubljani.

## Zgodovina
Leta 1958 so preimenovali Tomšičevo ulico, poimenovano po Ivanu Tomšiču, v Glonarjevo ulico, po bibliotekarju in prevajalcu Joži Glonarju.

## Urbanizem
Ulica je povezovalna ulica med Povšetovo in Poljansko cesto. Ima slep krak, ki poteka proti vzhodu.

## Javni potniški promet
Po Glonarjevi ulici potekata trasi mestnih avtobusnih linij št.  5 in N5. 

### Postajališče MPP
| smer sever - jug \| postajališče \| št. linije \| \| ----------------- \| ---------- \| \| 402051 Glonarjeva \| 5, N5 \| |            |
| postajališče | št. linije |
| 402051 Glonarjeva | 5, N5      |